# سهراب سیرت
سهراب سیرت (زادهٔ مردادماه /اسد ۱۳۶۹ خورشیدی، بلخ) شاعر و روزنامه‌نگار اهل افغانستان ساکن در لندن است.
او دانش آموختهٔ ادبیات فارسی در دانشگاه بلخ و روزنامه‌نگار چندرسانه‌ای سرویس جهانی بی‌بی‌سی در لندن است.

## زندگی‌نامه
سهراب سیرت در مردادماه ۱۳۶۹ خورشیدی، در شهر مزارشریف، استان بلخ افغانستان زاده شد. او در سال ۱۳۹۰از دانشگاه بلخ مدرک کارشناسی در رشته زبان و ادبیات فارسی گرفت. سهراب سیرت در رشتهٔ حقوق بشر و سیاست بین‌المللی در لندن ادامهٔ تحصیل داد و در سال ۲۰۱۹ این رشته از دانشگاه لندن سیتی مدرک کارشناسی ارشد گرفت.
سهراب سیرت وقتی هفده سال داشت به نوشتن شعر شروع کرد و در سال ۱۳۸۸ خورشیدی، زمانی که فقط ۱۹ سال داشت نخستین مجموعهٔ شعرش با نام «خارهای حسود» از سوی انجمن نویسندگان بلخ به چاپ رسید و مورد استقبال فراوان قرار گرفت. او عضو انجمن نویسندگان بلخ و مسئول انجمن قلم افغانستان در بلخ بود. سهراب سیرت همچنین یکی از بنیان‌گذاران انجمن ادبی «حلقهٔ زلف یار» و «جبههٔ ادبی الف تا یا» و مدیر مسئول ماهنامهٔ ادبی «ترنم» در بلخ بود.
شعرها و نوشته‌های سهراب سیرت در مجلات و سایت‌های مختلف به چاپ رسیده است. او در سال ۱۳۹۰ خورشیدی برنده جایزه اول قند پارسی شد.
منظومهٔ «مرز هشتم» که روایتی از دشواری‌های پناهجویان برای رسیدن به یک جای امن است، در سال ۱۴۰۰ به انگلیسی ترجمه و در بریتانیا چاپ شد و نسخهٔ فارسی آن از سوی نشر نبشت منتشر شده است. غزل‌هایی از او نیز با ترجمه انگلیسی در مجلات مختلف انگلیسی‌زبان از جمله در مجله «ترجمه شعر مدرن» چاپ شده‌اند.
سیرت همچنین نویسندهٔ اولین ترانه رپ برای نخستین رپ‌خوان زن افغان، سوسن فیروز است.
او ترانه‌هایی برای آوازخوانان افغان از جمله قیس الفت، فرید رستگار، فرهاد دریا و الهه سرور ساخته است و در ضمن هنرمندانی مثل داوود سرخوش، وحید قاسمی و شکیب مصدق روی شعرهایی از او آهنگ ساخته‌اند.
ترانهٔ لالایی آهنگ فیلم حوا مریم عایشه نیز از ساخته‌های سهراب سیرت است.

### مهاجرت به بریتانیا
سهراب سیرت در سال ۱۳۹۳ به بریتانیا مهاجرت کرد و در آنجا به فعالیت‌های ادبی‌اش ادامه داد. در محافل ادبی در بریتانیا شرکت کرد، عضویت «انجمن قلم انگلستان» و «انجمن نویسندگان دور از وطن بریتانیا» را کسب کرد و برخی شعرهایش به انگلیسی ترجمه و در مجلاتی چاپ و منتشر شد.
سهراب سیرت در کنار فعالیت در زمینهٔ ادبیات، روزنامه‌نگار است. او در سال ۱۳۹۱ خورشیدی به عنوان خبرنگار سرویس جهانی بی‌بی‌سی برای افغانستان در مزارشریف شروع به کار کرد. او در حال حاضر خبرنگار چندرسانه‌ای بی‌بی‌سی فارسی در لندن است. بیشتر کارهای سهراب سیرت در عرصه روزنامه‌نگاری هم به موضوعات هنری و ادبی تمرکز دارد.
نمونه‌هایی از کار روزنامه‌نگاری سهراب سیرت:

## آثار
- خارهای حسود، مجموعهٔ شعر، ناشر: انجمن نویسندگان بلخ، ۱۳۸۸[۱۹]
- دوری پرنده نیست که برگردد، مجموعهٔ شعر، ناشر: انجمن قلم افغانستان، ۱۳۸۹[۲۰][۲۱]
- بوسیدن زنبور عسل، مجموعهٔ شعر، ناشر: انجمن قلم افغانستان، ۱۳۹۵[۲۲]
- خمیازه در کفن، مجموعهٔ شعر، ناشر: انتشارات تاک، ۱۳۹۹
- مرز هشتم، منظومه، ناشر: انتشارات نبشت، ۱۴۰۰[۲۳]

## جایزه‌ها
- جایزه اول قند پارسی در غزل، ۱۳۹۰[۹]
- منتخب شعر ژاله اصفهانی در لندن، ۱۳۹۴[۲۴]
- جایزه مولانا جلال الدین محمد بلخی، ۱۳۸۹